# Denti della Vecchia
Die Denti della Vecchia (deutsch ungebräuchlich: die Zähne der Alten) sind eine Graterhebung zwischen Monte Brè und Cima di Fojorina, einer Bergkette, die sich von Lugano im Südwesten bis zum Regagno im Osten erstreckt. Die Bergkette trennt das Val Colla im Norden vom Luganersee im Süden. An der italienischen Südflanke befindet sich die Alpe di Castello.

## Beschreibung
Die einzelnen Dolomitzacken sind das südlichste Klettergebiet der Schweiz und werden auch Kreuzberge des Tessins genannt. Das Klettergebiet ist mit der Capanna Pairolo SAT, der Capanna Baita del Luca (SAC Tessin) und der Baita Scoiattoli Cioascio gut erschlossen. Von der Clubhütte Capanna Pairolo kommend folgt man erst den «Sassi Palazzi» gegen Südwesten. Hinter dem «Bassa d'Ogé» befindet sich bei Punkt 1400 m ü. M. der letzte östlich gelegene Übergang vor der Berggruppe. Der Passo Streccione vermittelt den Aufstieg zum Sasso Grande 1491 m ü. M., der höchsten Erhebung. Den südwestlichen Abschluss macht die Bocchetta di Brumea auf 1263 m ü. M.
Von diesem Übergang ist es nicht mehr weit bis zur Alpe Bolla.
Die wie Zahnstummel (italienisch denti: Zähne) aus dem Wald aufragenden Zacken kann man am besten von der gegenüberliegenden Talflanke des Val Colla, etwa auf der Höhe von Bidogno, betrachten. Von der Capanna Monte Bar hat man einen guten Panoramablick über die gesamte Kette.

## Wandern
Der gut markierte Bergweg von der Capanna Pairolo zur Alpe Bolla ist zum Teil schmal und ausgesetzt. Die Wegzeit wird mit 1h 35' und in der Gegenrichtung 1h 50' angegeben.

## Klettern
Das Dolomitklettergebiet Denti della Vecchia ist das kletterhistorisch erste und bedeutendste Tessiner Klettergebiet. Schon Anfang der 1930er-Jahre wurde hier mit Haken gesichert in Kletterschuhen mit Hanfseilen geklettert. Kurz nach dem Zweiten Weltkrieg trainierten dann auch viele berühmte ausländische Kletterer und Alpinisten wie André Roch, Emilio Comici oder Riccardo Cassin an den Denti. 1964 wurde die Gruppo Scoiattoli dei Denti della Vecchia gegründet, deren Mitglieder viele schwierige Kletterrouten erschlossen und dokumentiert haben.
Heute finden sich an den vielen einzelnen Klettermassiven hunderte von Sportkletterrouten
in den Schwierigkeitsgraden 3b bis 8a nach der französischen Skala. Das Klettergebiet eignet sich vor allem für erfahrene Kletterer, da die Routen nicht für den Kindervorstieg eingerichtet sind und nur selten Toprope begangen werden. Das Gebiet ist deshalb für Anfänger nicht geeignet. Nur auf dem Zustieg befindet sich ein kleinerer Übungsblock am Weg. Dank der südlichen Lage kann hier fast das ganze Jahr geklettert werden.